# $

Signe.

$ és un símbol monetari utilitzat per múltiples monedes del món, sobretot a Amèrica, entre elles el peso i el dòlar.
El peso mexicà va ser la primera moneda al món a utilitzar el signe «$», fins i tot abans que el dòlar nord-americà, el qual més tard ho va adoptar per al seu propi ús
El signe de pesos és utilitzat per representar de manera única o amb altres signes a les següents monedes:
- el peso, sia l'argentí, mexicà, xilè, colombià, dominicà, uruguaià, etc., excepte el filipí, el símbol del qual és ₱.
- el dòlar, sia el nord-americà (US$), australià (A$), canadenc (C$), etc.;
- el córdoba nicaragüenc, C$;
- el real brasiler, R$
- el pa'anga o dòlar tongà, T$.

## Història
El signe es comença a usar a la correspondència comercial a la dècada de 1770 per referir-se al real de vuit espanyol. Un estudi de documents hispanoamericans i nord-americans dels segles xviii i xix afirma que el símbol «$» és una corrupció de l'abreviatura per a la paraula peso, «ps» o «pˢ». A la fi del segle xviii es veu que aquesta abreviatura se simplifica amb les lletres escrites una sobre l'altra i la «p» reduïda a una línia vertical. L'ús més primerenc tenia el signe amb un sol traç vertical. Per algun temps es va usar el símbol amb el doble traç ({\displaystyle \mathrm {S} \!\!\!\Vert }), però està de nou caient en desús.
El pes era conegut com a «dòlar espanyol» a l'Amèrica del Nord britànica, i l'any 1785 va ser adoptat com a moneda dels Estats Units, juntament amb el terme «dòlar». El símbol $ va continuar usant-se per referir-se a la nova divisa.

## Hipòtesis alternatives de l'origen

### Vertical 8
Segons aquesta hipòtesi, deriva d'una ratlla vertical amb el número 8, denotant peces de vuit. L'Oxford English Dictionary, fins a l'any 1963, va sostenir que aquesta era l'explicació més probable, encara que edicions més recents l'han posat en dubte.

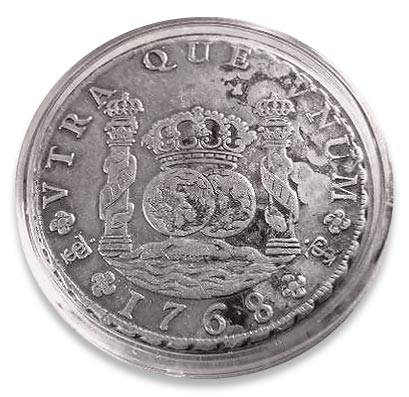
Imatge d'una moneda de plata de 1768, el real de la colònia espanyola, mostrant la marca PTSI ($) en el quadrant inferior dret. També mostra les columnes al voltant dels hemisferis (aquesta vegada desplegats un al costat de l'altre).

### Marca plasmada de Potosí
Aquesta hipòtesi sosté que la mostra del dòlar va ser derivada o inspirada per la marca plasmada en les «peces espanyoles de vuit» que eren elaborades a Potosí (a l'actual Bolívia). La marca plasmada va ser composta de les lletres «PTSI» sobreposades una amb una altra i porta una semblança innegable amb el signe del dòlar. La marca que va aparèixer a les monedes de plata que van ser encunyades de 1573 a 1825 a Potosí, la major marca plasmada durant el període colonial, sent reconegut extensament a través de les colònies nord-americanes.

### Heràldica espanyola

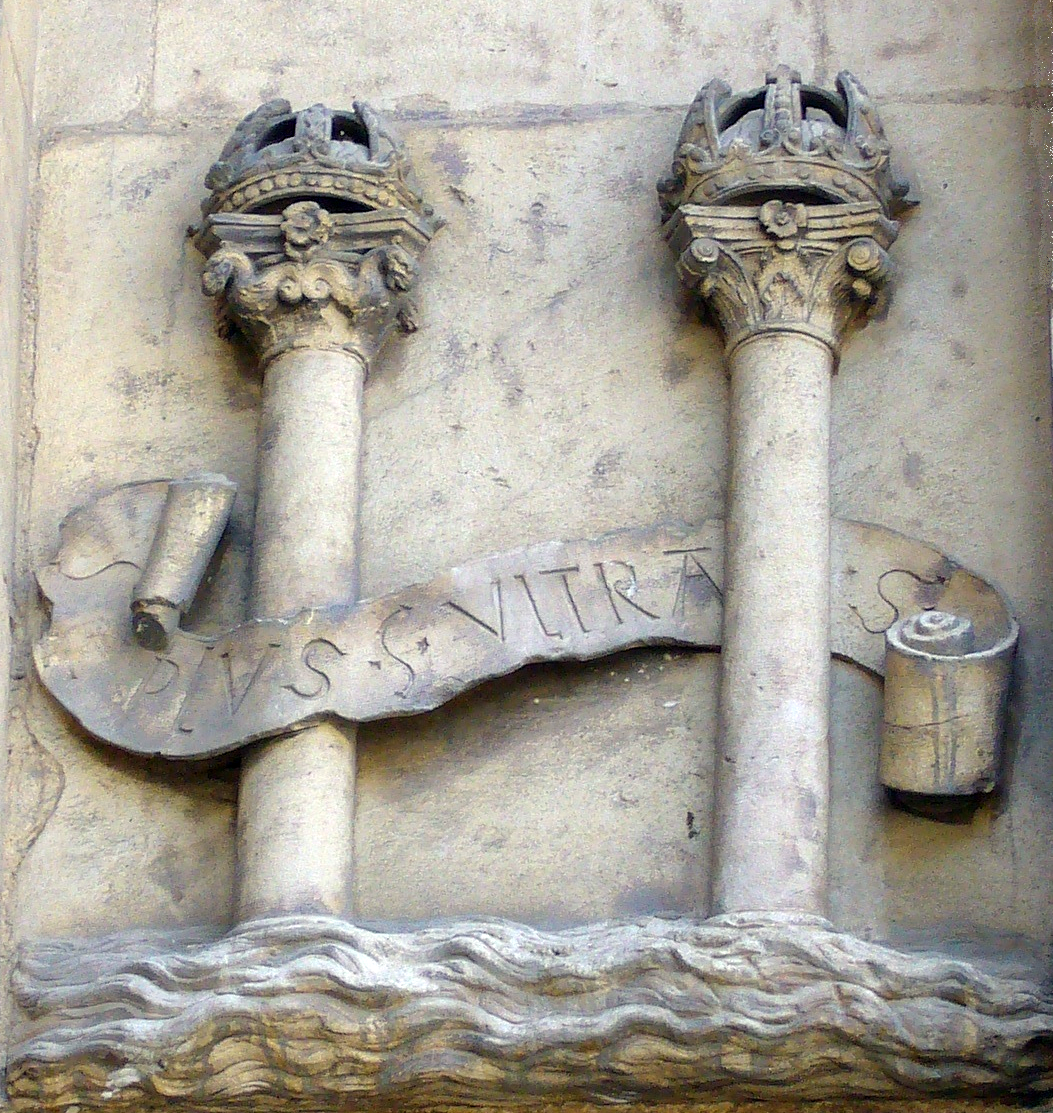
Les columnes d'Hèrcules amb el llistó amb forma de essa a l'ajuntament de Sevilla, Espanya.

Una de les explicacions més comunes (i que es troba en molts llibres d'història espanyols i llatinoamericans) és que el signe del pes deriva de l'escut d'armes espanyol gravat en la moneda espanyola de plata de la colònia, el «real de vuit», que incorporava el relleu del món i les Columnes d'Hèrcules amb el lema Plus ultra. Les Columnes d'Hèrcules havien estat incorporades a l'escut de Carles I d'Espanya des de començaments del segle xvi.

### Dels Estats Units
El real de vuit va ser una moneda de plata que encunyava l'Imperi espanyol després de la reforma de 1497 i durant tres segles va ser moneda de reserva, convertint-se en la primera moneda de reserva mundial. La moneda de reserva durant el segle xix i part del XX va ser la lliura esterlina britànica, i des de 1944 ho és el dòlar nord-americà. La moneda de reserva és usada pels governs, bancs centrals i institucions com a forma de pagament internacional o per influir en el tipus de canvi intern. Perquè una moneda passi a ser moneda de reserva mundial cal que sigui estable i que sigui emesa amb un país amb gran poder militar i industrial. Existia una moneda austríaca de plata que no va ser tan important com el real de vuit, el thaller o tàler, per la qual cosa al real de vuit espanyol se li va cridar spanish daller, d'on ve la paraula dòlar.
El real de vuit va ser la primera moneda de curs legal als Estats Units i es va mantenir en ús al país fins que una llei de 1857 va desautoritzar el seu ús. Mentre estava en ús en aquest país tenia el mateix valor que el dòlar. En qualsevol cas, fins a 1997 curiosament el preu de les accions al mercat de valors dels Estats Units es donava en «vuitens de dòlar».

Les Columnes d'Hèrcules a l'actual escut d'armes d'Espanya.

En el real de vuit apareixia el món amb les Columnes d'Hèrcules i una cinta amb el lema Plus ultra. L'estilització de les dues columnes amb la cinta és el que donaria lloc al símbol de la S travessada per dos pals, i en l'actualitat de vegades es prescindeix del segon pal i es posa simplement un: $.

### Unitat de la plata
Suggereix que deriva de la «unitat de la plata»; cada unitat és un «tros» de les «peces de vuit». Abans de la revolució nord-americana, els preus eren cotitzats sovint en unitats del dòlar espanyol. Segons aquesta teoria, quan un preu va ser cotitzat el signe «S» va ser utilitzat per indicar la plata amb una «U» escrita en el topall per indicar unitats. Posteriorment la «U» va ser substituïda per les marques verticals dobles.

### Tàler alemany
Diu que deriva del símbol que es va utilitzar en un tàler alemany. Segons Ovason (2004), a un costat d'un tipus de tàler es mostra un Crist crucificat, mentre que a l'altre costat es mostra a una serp penjada d'una creu, les lletres NU prop del cap de la serp, i a l'altre costat de la creu el número 21. Es refereix a la Bíblia, Nombres, Capítol 21.

### Sesterci romà
Diu que el signe del dòlar sorgeix de la moneda romana més important, el sesterci, que tenia les lletres «HS» com a signe de la moneda. Quan es fusionen aquestes lletres formen el signe del dòlar amb dues línies verticals (la línia horitzontal de la «H» que es combina amb la «S»).

### Mitologia grega
Diu que el signe del dòlar va poder també haver estat originat d'Hermes, déu grec dels banquers, dels lladres i dels missatgers: a més de la grua, un dels seus símbols va ser el caduceu, dues serps entrellaçades en una vara formant corbes sinuoses.

### Pilars en el temple de Salomó
Aquestes són dues línies verticals que representen els dos pilars, Boaz i Jachin, en l'original Temple de Salomó a Jerusalem. Aquesta hipòtesi es basa en la idea de símbols masònics, tals com l'Ull que tot ho veu; va aparèixer en els EUA moderns, encara que no va aparèixer l'any 1785.

## Història recent del signe del dòlar
D'acord amb una placa a St Andrews, Escòcia, el primer signe del dòlar va ser fos a Filadèlfia l'any 1797 per l'immigrant escocès John Baine.

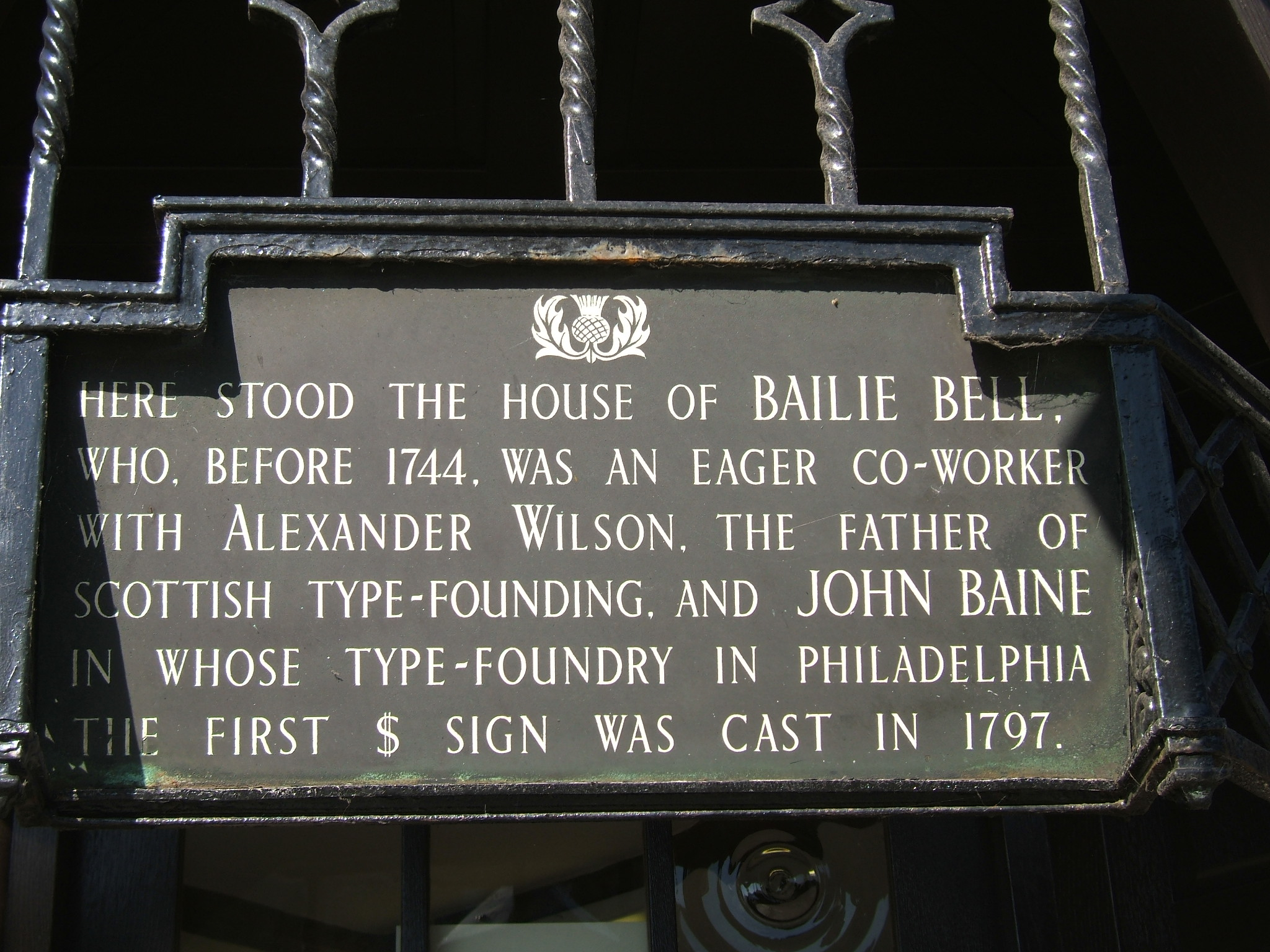
La placa a St. Andrews.

El signe del dòlar no va aparèixer en les monedes oficials dels EUA fins a febrer del 2007, quan va ser utilitzat en el revés d'una moneda d'1$ autoritzada pel "Acta Presidencial de monedes d'1$ dels Estats Units" de l'any 2005.

## Divises que usen el símbol de pes o de dòlar
El símbol s'utilitza per representar les següents monedes:
- el pes;
- el dòlar.

Combinat amb altres signes, representa les següents:
- el córdoba nicaragüenc (C$);
- el real brasiler (R$);
- el pa'anga o dòlar tongano (T$).

En contextos en què s'usen dòlars i pesos de vegades el signe $ s'usa de la següent forma:
- US$, $US, $USD, o fins i tot O$S: dòlar nord-americà
- MXN$: pes mexicà
- CL$: pes xilè
- RD$: pes dominicà
- HK$: dòlar d'Hong Kong
- C$: dòlar canadenc
- $a: pes argentí (moneda vigent entre 1983 i 1987); Ar$: pes (moneda actual argentina)
- $O: pes uruguaià
- COL$: pes colombià
- A$: dòlar australià
- b$: peso bolivià en curs des de 1963 fins a 1987 (precedit i succeït pel bolivià [Bs])

## Nom del signe en castellà
Als següents països se li diu "signe dòlar", "signe dòlars" o "dòlar". Per exemple 5$ es llegeix "cinc dòlars".
Costa Rica, Equador, El Salvador, Espanya, Estats Units, Guatemala, Hondures, Nicaragua, Panamà, Paraguai, Perú, Puerto Rico i Veneçuela.
Als següents països se li diu "signe peso", "signe pesos" o "pesos". Per exemple $5 es llegeix "cinc pesos". Noti's que el signe es posa a l'esquerra de la xifra, a diferència del costum per a monedes europees, de posar el signe a la dreta.
Argentina, Xile, Colòmbia, Cuba, Filipines, Mèxic, República Dominicana i Uruguai.

## Ús a la programació d'ordinadors
El signe del dòlar és un dels pocs símbols que està gairebé universalment present en els teclats de les computadores, però d'altra banda usat molt rarament en el seu significat literal sinó en els llenguatges de programació; el signe $ s'ha utilitzat en les computadores per a molts propòsits no relacionats amb els diners, incloent:
- $ és utilitzat com una fi de cadena en CP/M i posteriorment també en totes les versions de 86-DUES, PC-DOS, MS-DOS i derivats (Int 21h amb AH=09h).
- $ significa la fi d'una línia o de l'arxiu en editors de texts ed, ex, vi (Unix) i derivats.
- $ aparella la fi d'una línia o d'una seqüència en les expressions regulars de sed, grep, i POSIXy Perl.
- $ és utilitzat per definir cadenes de caràcters variables en les més velles versions del llenguatge de programació BASIC («$» sovint és pronunciat com a «seqüència» en comptes de «dòlar» en aquest ús).
- $ s'utilitza per definir constants hexadecimals en llenguatges de programació com Pascal i Delphi, així com en certes variants de llenguatge assemblador.
- $ s'utilitza en els començaments de noms per definir variables en llenguatge de programació PHP i en el llenguatge d'escriptura d'automatització Autolt, variables escalar en el llenguatge de programació Perl), i variables globals en llenguatge de programació Ruby.
- En la majoria dels llenguatges Shell script, $ s'utilitza per interpolar variable d'entorn, variables especials, còmputs aritmètics i caràcters especials, i traduir seqüències localitzades.
- En Unix com a sistema, el $ és sovint part del Command Prompt, depenent del Shell de l'usuari i ajusts de l'ambient. Per exemple, els ajusts de l'ambient per defecte pel bash shell específic $ com a part del command prompt.
- $ s'utilitza en la composició tipogràfica del TeX, llenguatge per delimitar regions matemàtiques.
- $ és utilitzat per prompt command en DOS per inserir seqüències especials en la seqüència prompt de comando del DOS.
- Fórmules en Microsoft Excel i altres fulls de càlcul usen $ per indicar una referència absoluta de la cel·la.
- En moltes versions de Fortran66, $ es podia utilitzar com una alternativa a la tecla de les cometes per a les seqüències delimitades.
- En PL/M, $ es pot utilitzar per posar una separació visible entre les paraules que formen els identificadors.